# Trichodothis comata
Trichodothis comata är en svampart som först beskrevs av Berk. & Ravenel, och fick sitt nu gällande namn av Theiss. & Syd. 1914. Trichodothis comata ingår i släktet Trichodothis och familjen Venturiaceae.   Inga underarter finns listade i Catalogue of Life.